# SN 2007iu
SN 2007iu – supernowa typu II odkryta 8 września 2007 roku w galaktyce A012520+0854. W momencie odkrycia miała maksymalną jasność 19,00m.